# Hit Me (película)
Hit Me es una película estadounidense de 1996 dirigida por  Steven Shainberg y protagonizada por  Elias Koteas, Laure Marsac, y William H. Macy. La película está basada en la novela A Swell-Looking Babe by Jim Thompson.

## Resumen
Sonny vive con su hermano mayor con discapacidad intelectual Leroy y trabaja como botones en un hotel, luchando por pagar un préstamo a Jack Cougar, el jefe de seguridad del hotel. Sonny se siente atraído por Monique, una huésped del hotel que dice que es de París y se corta las muñecas frente a él como un grito de ayuda. Se le advierte que no tenga relaciones sexuales con los huéspedes porque el gerente del hotel, el Sr. Stillwell, desea dirigir un negocio respetable y recuperar la tercera estrella que el hotel ha perdido, sin embargo, Monique continuamente lo tienta agresivamente. Después de que él cede y tiene relaciones sexuales con ella, ella de repente se pone de pie y comienza a gritar. Sonny la golpea en pánico y huye de la habitación.
Del, un ex botones que ahora trabaja para el gánster local Lenny Ish y se queda en la habitación al lado de Monique, le dice a Sonny que se encargará de la situación. Sonny ve a Del y Cougar sacando por la fuerza a Monique del hotel y le dice a Del que no quiere que la maten Cougar. Del dice que se le podría pagar por guardar silencio por $ 5,000 e invita a Sonny a participar en un atraco de la partida de póquer de altas apuestas de Lenny Ish en el hotel, prometiendo darle a Lenny el 10% del total de $ 700,000. Monique visita a Sonny una noche y le confiesa que en realidad es de Montreal, fue contratada por Del para ser azafata en el juego de póquer, y luego fue contratada para seducir a Sonny y gritar que fue una violación con el fin de obligarlo a participar en el atraco.
El atraco tiene lugar el martes por la noche antes del juego de póquer del miércoles. Cougar toma las llaves de las cajas de seguridad del hotel de los jugadores de póquer a punta de pistola. Los otros dos botones, Bascomb y Billy, se supone que deben tomar un descanso para comer y dejar a Sonny solo en este momento, pero han decidido simplemente comer en la recepción en su lugar. Del llega y obliga a Bascomb a entregar las llaves robadas a Sonny, pero durante la entrega las llaves se dejan caer y se mezclan. Bascomb y Sonny apresuradamente prueban las cuarenta llaves en cada una de las cuarenta cajas de seguridad. Sonny cierra la puerta de seguridad y se bloquea a sí mismo y a Bascomb en la habitación de la caja de seguridad. Billy intenta hablar de Del y Cougar fuera del atraco, pero es asesinado a tiros por Cougar. Cougar le dispara a Bascomb a través de la ranura de correo en la puerta y luego empuja el arma a través de ella y le dice a Sonny que lo remate cuando él y Del salen del hotel. Sonny, usando guantes, usa el arma para matar a Bascomb. Sonny pone su parte de $ 70,000 en la mochila de un niño y se la da a su hermano para que la lleve a casa. Toma el dinero restante del cadáver de Bascomb y lo pone en una bolsa, que envía a la habitación de Monique en el ascensor.
Un interrogador interroga a Sonny en la estación de policía, diciéndole que los invitados robados no declararon pérdidas debido a la naturaleza ilegal del juego de póquer planeado. Sonny insiste en que él no estuvo involucrado y es liberado. Recibe una llamada de Del alegando que Monique está exigiendo el dinero y que Sonny debe dejarlo en el maletero de un Cadillac específico para ellos, pero Sonny sabe que está mintiendo sobre Monique. Sonny admite a Monique que mató a Bascomb y hacen planes para huir junto con su parte del dinero. Sonny se enfrenta a Del y Cougar en la entrega e insisten en que Monique exige la parte de Sonny también. Sonny enojado les dice que Monique está con él. Cuando Cougar pone una pistola en la cabeza de Sonny, Monique sale de su escondite y le dispara a Cougar. Del huye con el dinero y Monique lo persigue y le dispara. Sonny lo remata con otra bala. Monique limpia el arma y regresan a casa a Leroy.
Lenny Ish y uno de sus ejecutores se enfrentan a Sonny en su casa y exigen el dinero. Ish explica que había planeado ser robado a cambio de parte del dinero, pero que Del y Cougar lo traicionaron. Sonny y Monique le dan el dinero, que Ish dice que le prestará al Sr. Stillwell para pagar a las víctimas del atraco a cambio de una participación mayoritaria en el hotel. Dejan a Sonny vivo, diciéndole que obtendrá un corte de botones. Monique luego se va, dejando a Sonny y Leroy solos de nuevo. Sonny le dice a Leroy que lo llevará a un lugar más allá del espacio exterior que está lleno de juguetes donde puede comer la niebla como caramelos.

## Reparto
- Elias Koteas como Sonny Rose
- Laure Marsac como Monique Roux
- Jay Leggett como Leroy Rose
- Bruce Ramsay como Del Towbridge
- Kevin J. O'Connor como Cougar
- Philip Baker Hall como Lenny Ish
- J.C. Quinn como Fred Bascomb
- Haing S. Ngor como Billy Tungpet
- William H. Macy  como Policía.
- Jack Conley como guardaespaldas del Sr. Ish.

## Producción
Esta fue la última película de Haing S. Ngor.

## Lanzamiento
La película se estrenó en el Festival Internacional de Cine de Toronto (Toronto International Film Festival) el 9 de septiembre de 1996, seguido de un estreno en los cines estadounidenses el 25 de septiembre de 1998.

## Recepción
La película recibió críticas mixtas.